# Spinosophroniella rufa
Spinosophroniella rufa är en skalbaggsart som beskrevs av Stefan von Breuning 1961. Spinosophroniella rufa ingår i släktet Spinosophroniella och familjen långhorningar.
Artens utbredningsområde är Filippinerna. Inga underarter finns listade i Catalogue of Life.